# دایسوکه ساکاتا
دایسوکه ساکاتا (به انگلیسی: Daisuke Sakata) بازیکن فوتبال اهل ژاپن و عضو تیم ملی فوتبال ژاپن است که در تاریخ ۰۹ اوت ۲۰۰۶ میلادی اولین بازی ملی‌اش را انجام داد. او در ۱ بازی ملی حضور داشت و آخرین بازی ملی خود را در تاریخ ۹ اوت ۲۰۰۶ میلادی انجام داد. دایسوکه ساکاتا در بازی‌های ملی‌اش
گلی به ثمر نرساند.